# Lammassaari (ö i Södra Savolax, Pieksämäki)
Lammassaari är en ö i Finland. Den ligger i sjön Ylä-Lyly och i kommunen Pieksämäki i den ekonomiska regionen  Pieksämäki ekonomiska region  och landskapet Södra Savolax, i den centrala delen av landet, 280 km nordost om huvudstaden Helsingfors. Öns area är 0,6 hektar och dess största längd är 150 meter i sydöst-nordvästlig riktning.